# Nadeem Farooq
Nadeem Farooq (født 5. august 1976 i Høje-Taastrup) er en dansk politiker og erhvervsmand, tidligere medlem af Folketinget for Radikale Venstre mellem 2011 og 2015 og siden underdirektør i Finanssektorens Arbejdsgiverforening. Han har dansk-pakistansk baggrund.

## Baggrund
Nadeem Farooq blev født i 1976 i Høje-Taastrup som søn af taxachauffør Mohammad Farooq og hjemmegående Parveen Akhtar.
Han fik studentereksamen fra Høje-Taastrup Gymnasium i 1995 og blev cand.polit. fra Københavns Universitet i 2009.
Fra 2001 til 2004 var Nadeem Farooq studentermedhjælper hos Akademikernes Centralorganisation. Han underviste i økonomi på Danmarks Tekniske Højskole fra 2002 til 2005, og 2003-2005 var han researcher på Politikens erhvervsredaktion.
Endelig var han analytiker hos Nets Danmark i Ballerup fra 2006 til 2011.
Hos Nets arbejdede han sammen med politiet i efterforskning af kreditkortsvindel.

## Politisk karriere
Farooq var 1. viceborgmester og formand for erhvervsudvalget i Høje-Taastrup Kommune 2010-2011.
Ved Folketingsvalget 2007 fik Nadeem Farooq 1754 personlige stemmer, hvilket ikke var nok til at blive valgt. Nadeem Farooq fik ved Folketingsvalget 2011 2.623 personlige stemmer i Københavns Omegns storkreds og blev dermed valgt til Folketinget, hvorefter han tog orlov fra kommunalbestyrelsesarbejdet.
Den 22. oktober 2014 meddelte Farooq at han ikke ville genopstille ved næste folketingsvalg. Som grund gav han at han gerne ville tilbage til erhvervslivet. I opsummeringen af hans tid i Folketinget skrev han at han var "ganske tilfreds med at have sat synlige aftryk på skatte- og erhvervspolitikken samt hele reformdagsordenen på beskæftigelsespolitikken."
Nadeem Farooq vendte i 2019 tilbage til politik og stillede op til Europa-Parlamentet for Radikale Venstre. Ved Europa-Parlamentsvalget 2019 fik han knap 8.000 personlige stemmer og blev førstesuppleant for partiet i parlamentet.